# Fernando Ansola
Fernando Ansola San Martín (Elgóibar, Guipúzcoa, País Vasco (España), 27 de enero de 1940),  futbolista español. Fue un gran goleador de la Liga española de fútbol en las décadas de 1960 y 1970. Jugó en varios equipos a lo largo de su carrera: Real Oviedo, Real Betis, Valencia CF y Real Sociedad.

## Inicios
Nacido en la localidad vasca de Elgóibar en 1940, Ansola comenzó su carrera futbolística militando en la SD Eibar, equipo de la localidad vecina de Éibar. En 1959 ficha por el Real Oviedo de la Primera división española donde debuta el 27 de marzo de 1960 en la máxima categoría. En su primera temporada jugará 3 partidos y marcará 2 goles. En su segunda temporada en el Real Oviedo Ansola juega 13 partidos de Liga y marca 6 goles. Eso no evita su marcha del equipo y su fichaje por el Real Betis en el verano de 1961.
El fotógrafo valencianista Finezas realizó años después la mejor definición posible sobre la forma de jugar de Ansola: Cuando Ansola choca contra un poste, en lugar de los camilleros salen corriendo los carpinteros. Delantero centro tosco y fuerte, un auténtico tanque en busca del remate al que pocos defensas podía detener y un excelente rematador de cabeza.

## Clubes
| Club          | País   | Año       |
| ------------- | ------ | --------- |
| SD Eibar      | España | 1960      |
| Real Oviedo   | España | 1960-1961 |
| Real Betis    | España | 1961-1966 |
| Valencia CF   | España | 1966-1971 |
| Real Sociedad | España | 1971-1975 |

## Real Betis
Ansola permaneció en el Real Betis durante 5 temporadas jugando un total de 114 partidos de Liga y marcando 59 goles. En el Betis Ansola se convertiría en un delantero valorado. Los registros goleadores obtenidos le llevarían a convertirse en el máximo goleador de la historia del Betis en Primera división; puesto del que posteriormente sería desbancado por Poli Rincón, ostentando en la actualidad Ansola el cuarto puesto por detrás de Rincón, Rubén Castro y Alfonso Pérez en esa clasificación.
La mejor temporada de Ansola en el Betis fue la 1963-64. Ansola marcó 17 goles, su mejor registro personal en una temporada y contribuyó como máximo goleador del equipo a que el Betis obtuviera una meritoria 3.ª plaza en la Liga, que le permitiría al año siguiente debutar en competición europea (Copa de Ferias). En aquel equipo coincidió con otros grandes jugadores como Luis Aragonés, Eusebio Ríos o Pepín.
En 1965 Ansola es llamado a debutar como jugador internacional.
En 1966 el Betis desciende a Segunda división poniendo fin a la época de mayor estabilidad en Primera que había tenido hasta el momento dicho club y Ansola ficha por el Valencia CF.

## Valencia CF
Ansola disfrutó en Valencia de sus mayores éxitos, aunque no llegó al nivel de juego exhibido en el Betis. En las 5 temporadas que estuvo en el club valencianista el equipo rondó siempre los primeros puestos de la clasificación.
En la temporada de su estreno (1966-67) ganó la Copa del Rey, aunque no llegó a jugar la final. Formó delantera con el brasileño Waldo Machado, aportando a este tándem la lucha y la garra mientras el brasileño se hacía con el Pichichi como máximo goleador de la Liga. Ansola jugó 5 temporadas en el club ché, 106 partidos de Liga y marcó 34 goles.
Jugó las finales de Copa de 1970 y 1971, que el Valencia perdió ante Real Madrid y FC Barcelona respectivamente. En la temporada 1970-71, el entrenador Alfredo Di Stéfano dejó fuera del equipo a Ansola por razones técnicas favoreciendo a otros jugadores. Por ello, aunque la temporada 1970-71 el Valencia se adjudicó la Liga, la aportación de Ansola al título fue menor al haber jugado solo 6 partidos y marcado 4 goles, todos ellos al comienzo de temporada.
Por eso Ansola decidió abandonar el club que más éxitos le había dado y afrontar los últimos años de su carrera en el club de su tierra: la Real Sociedad.

## Real Sociedad
Ansola permaneció 4 temporadas en la Real Sociedad. Jugó 87 partidos de Liga y marcó 34 goles. Con él en el equipo la Real obtuvo la 4.ª plaza en la Liga las temporadas 1973-74 y 1974-75, debutando por primera vez en su historia en la Copa de la UEFA. Su hueco en el equipo fue cubierto, entre otros, por un delantero emergente llamado Jesús María Satrústegui. Se retiró en 1975 con 35 años de edad.
Ansola falleció en 1986 a los 46 años de edad y en su localidad natal, a consecuencia de un tumor cerebral.

## Selección nacional
Ha sido internacional con la Selección nacional de fútbol de España en 5 ocasiones. No llegó a marcar ningún gol.
Su debut con la selección española se produjo en Madrid el 8 de diciembre de 1965, en un amistoso contra Inglaterra, que España perdió por 0-2. Por aquel entonces era jugador del Real Betis. Sus restantes 4 partidos como internacional los jugaría siendo jugador del Valencia CF.
Su último partido como internacional fue el 3 de abril de 1968 en el partido de ida de cuartos de final de la Eurocopa de fútbol 1968, disputado en el Estadio de Wembley contra Inglaterra, que España perdió por 1-0.

## Carrera internacional
| Selección | Temporada | Partidos | Goles |
| --------- | --------- | -------- | ----- |
| España    | 1965–66   | 1        | -     |
| España    | 1966–67   | 2        | -     |
| España    | 1967–68   | 2        | -     |
| España    | Total     | 5        | -     |

## Títulos

### Campeonatos nacionales
| Título       | Club        | País   | Año  |
| ------------ | ----------- | ------ | ---- |
| Copa del Rey | Valencia CF | España | 1967 |
| Liga         | Valencia CF | España | 1971 |